# Джон Дифенбейкър
Джон Джордж Дифенбейкър (на английски: John George Diefenbaker), (18 септември 1895 г. – 16 август 1979 г.) е 13-ият министър-председател на Канада, изпълняващ длъжността от 21 юни 1957 г. до 22 април.

## Биография
Дифенбейкър е роден на 18 септември 1895 г. в малкия град Нойщад в югозападната част на Онтарио през 1895 г. През 1903 г. семейството му мигрира на запад към частта от Северозападните територии, които скоро се превръщат в провинция Саскачеван. Той израства в провинцията и от малък се интересува от политика. След кратка служба в Първата световна война, Дифенбейкър става известен адвокат по наказателни дела. Той участва в изборите през 20-те и 30-те години на миналия век с малък успех, докато накрая е избран в „Камарата на общините“ през 1940 г.
Дифенбейкър многократно е кандидат за партийното ръководство. Той спечелва тази позиция през 1956 г., при третия си опит. През 1957 г. той извежда партията до първата ѝ изборна победа от 27 години; година по-късно той свиква предсрочни избори и триумфира. Дифенбейкър назначава първата жена министър в канадската история (Елън Феърклоу), както и първият член на Сената от коренното население (Джеймс Гладстон). През 1962 г. правителството на Дифенбейкър елиминира расовата дискриминация в имиграционната политика. Във външната политика неговата позиция срещу апартейда помага да се осигури напускането на Южна Африка от Общността на нациите, но неговата нерешителност дали да приеме ядрените ракети Bomarc от Съединените щати довежда до падането на правителството му. Дифенбейкър е запомнен и с ролята си в отмяната на проекта „Avro Arrow“ през 1959 г.
На федералните избори през 1962 г., трудно спечелват правителството, преди напълно да загубят властта през 1963 г. Дифенбейкър остава като партиен лидер, ставайки лидер на опозицията, но втората му загуба в изборите притиска опонентите в партията да го принудят да застане начело на конвенцията през 1967 г. Дифенбейкър се кандидатира за преизбиране за партиен лидер в последния момент, но привлича само минимална подкрепа и се оттегля. Той остава депутат до смъртта си през 1979 г., два месеца след като Джо Кларк става първият премиер след Дифенбейкър.
Той умира на 16 август 1979 г. в Отава, Онтарио, Канада.